# Sint-Apolloniakerk (Stelen)

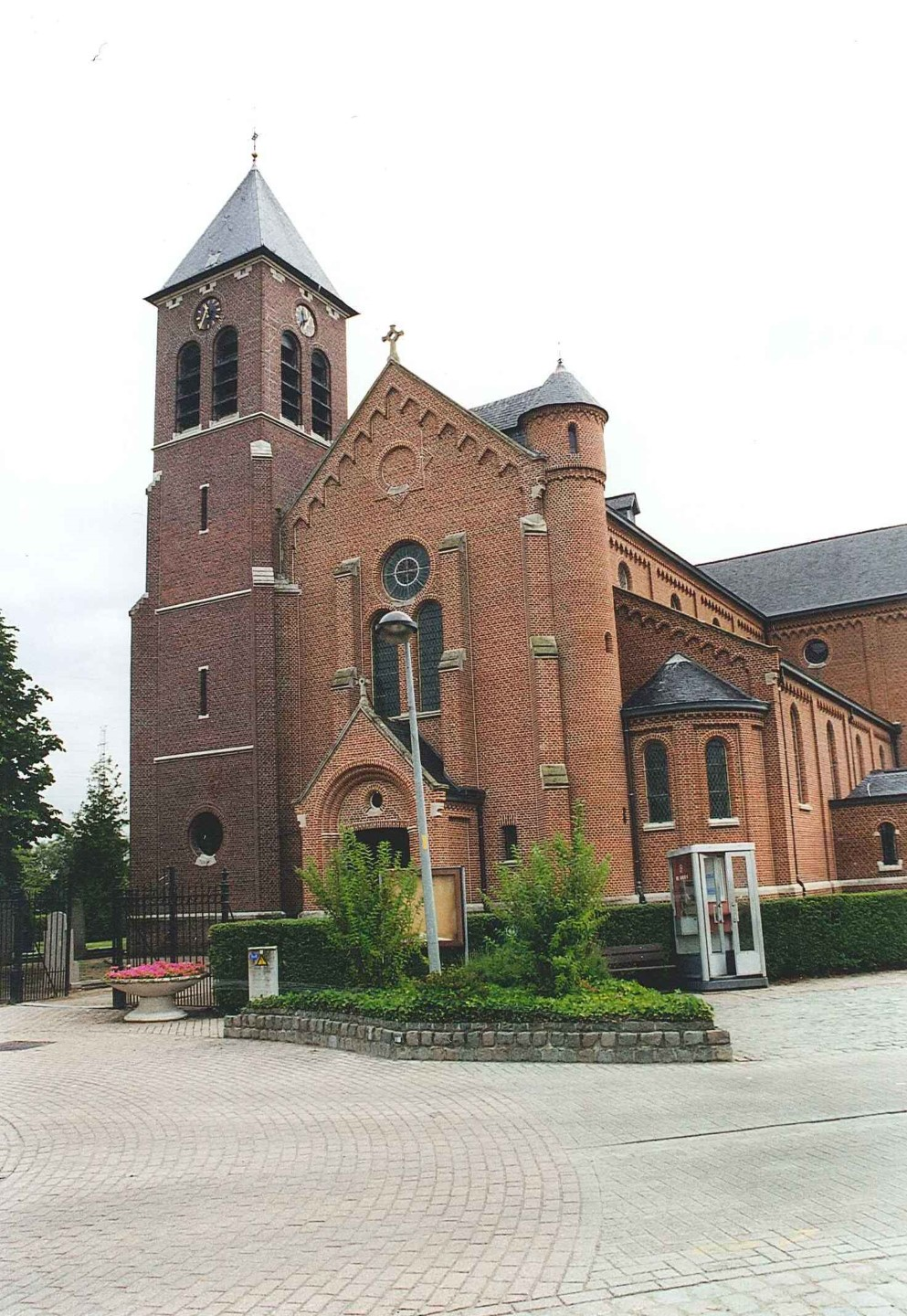
Sint-Apolloniakerk

De Sint-Apolloniakerk is de parochiekerk van de tot de Antwerpse gemeente Geel behorende plaats Stelen, gelegen aan Stelen 19.

## Geschiedenis
Aanvankelijk kerkte men in een kapel te Liessel. In 1871 werd de parochie Liessel-Stelen opgericht. Liessel verdween in de 2e helft van de 20e eeuw door de aanleg van bedrijventerreinen.
De kerk werd gebouwd in 1871 naar ontwerp van Pieter Jozef Taeymans. De toren werd bijgebouwd in 1929 naar ontwerp van Jules Taeymans. Op het kerkhof zijn ook Britse oorlogsgraven. Het betreft gesneuvelden bij de Slag om Geel (1944) waarbij een doortocht over het Albertkanaal moest worden geforceerd.

## Gebouw
Het betreft een georiënteerde bakstenen kruisbasiliek met een toren links aangebouwd aan de voorgevel. Deze toren heeft vier geledingen en een tentdak. Het koor heeft een halfronde apsis. Het gebouw is in neoromaanse stijl.
Het interieur is in neogotische en neoromaanse stijl.